# Solhan
Solhan è un dipartimento del Burkina Faso classificato come comune, situato nella Provincia di Yagha, facente parte della Regione del Sahel.
Il dipartimento si compone del capoluogo e di altri 15 villaggi: Bangaba, Banguel, Boutontou, Dambini, Diogota, Diori-Yagha, Gongorgouol, Gountouré, Habanga, Kodiengou, Komondi, Lontia, Nabaningou, Sambagou e Yoba.